# 帕勞島天竺鯛
帕勞島天竺鯛（學名：Apogon dianthus），為輻鰭魚綱天竺鯛科天竺鯛屬下的一個種，分布於印度西太平洋區，包括葛摩、印尼、帛琉、斐濟及巴布亞紐幾內亞海域，深度可達18公尺，本魚體延長，長橢圓形，體稍側扁，頭及眼睛大，口大且斜裂，頜齒細小，鋤骨和腭骨通常具齒，舌上無齒，鰓蓋骨後緣棘不發達，體被弱櫛鱗，下頷較上頷稍長而突出，側線完全，體淺橙粉色，略半透明，頜尖淡紅色，鰭條粉紅色，鰭膜透明，背鰭有二個，背鰭硬棘7枚、背鰭軟條9枚、臀鰭硬棘2枚、臀鰭軟條8枚，體長可達4.8公分，棲息在礁石區，屬肉食性，夜行性，以小魚和甲殼類為食，繁殖期時，雄魚具有口孵習性，卵約7日化成仔魚，由雄魚吐出，具短暫的仔魚飄浮期。